# Nguyễn Hoàng Thủy
Nguyễn Hoàng Thủy (1960) là một sĩ quan cấp cao trong Quân đội nhân dân Việt Nam, hàm Trung tướng, nguyên Tư lệnh Quân khu 9.
Ngày 05/05/2019, ông bị Ủy ban Kiểm tra Trung ương thi hành kỷ luật cảnh cáo. 

## Thân thế binh nghiệp
Ông quê ở Bạc Liêu
Trước năm 2011, ông là Phó Tham mưu trưởng Quân khu 9.
Năm 2011, được bổ nhiệm giữ chức Phó Tư lệnh kiêm Tham mưu trưởng Quân khu 9 đồng thời thăng quân hàm Thiếu tướng.
Tháng 10 năm 2015, bổ nhiệm giữ chức Tư lệnh Quân khu 9 đồng thời thăng quân hàm Trung tướng.

## Kỷ luật
Ngày 5 tháng 5 năm 2019, Ủy ban Kiểm tra Trung ương đã thông cáo kỳ họp thứ 35, ông Trần Cẩm Tú, Bí thư Trung ương Đảng, Chủ nhiệm Ủy ban Kiểm tra Trung ương chủ trì kỳ họp. Thực thi quyết định kỷ luật cảnh cáo đối với Nguyễn Hoàng Thủy do đã vi phạm nguyên tắc tập trung dân chủ và quy chế làm việc; thiếu trách nhiệm, buông lỏng lãnh đạo, quản lý, thiếu kiểm tra, để xảy ra vi phạm, khuyết điểm trong công tác quản lý, sử dụng đất tại Sư đoàn 8, để nhiều tổ chức đảng và đảng viên liên quan bị xử lý kỷ luật,